# Línea 15 (EMTUSA Gijón)
La línea 15 es una línea de autobús perteneciente a EMTUSA entre el Hospital de Cabueñes y Nuevo Roces en Gijón, Asturias. Se identifica con el color amarillo.

## Historia
En 1982 se unen las líneas 15 (Plaza de Europa-Roces) y la 16 (Nuevo Gijón-El Coto), formando así la nueva línea 15. En 2010 la línea se amplia desde Viesques hasta el Hospital de Cabueñes aprovechando la avenida de la Pecuaria.

## Pasajeros
La línea 15 transportó en 2019 a 2.610.088 pasajeros siendo la tercera línea más usada por detrás de las líneas 1, 12 y siendo ligeramente más usada que la 10.

## Recorrido
La línea 15 tiene un recorrido ciertamente circular aunque sin llegara a cerrarse. Recorre gran parte de la ciudad y cuenta con 32 paradas.

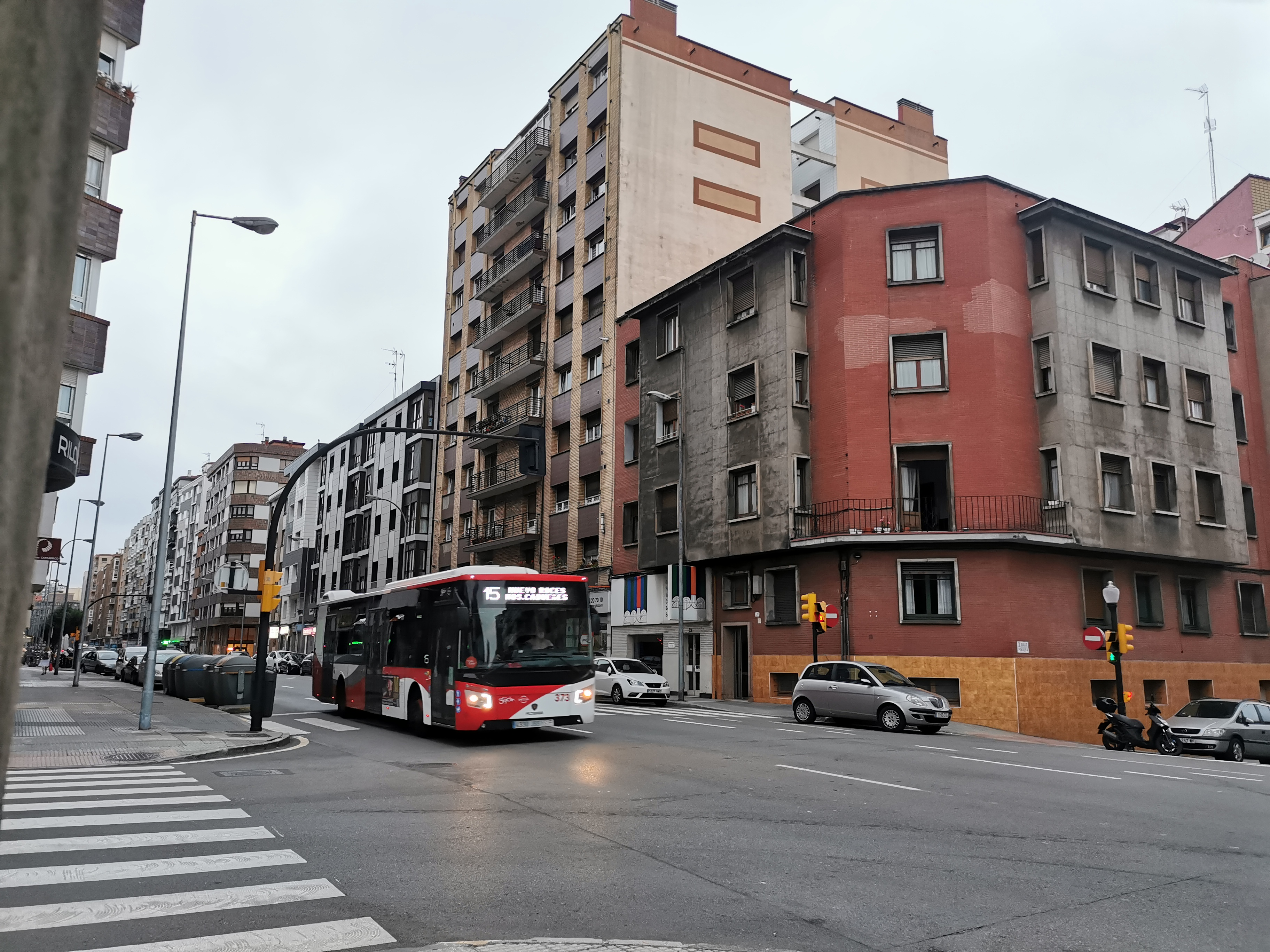
Autobús a su paso por la avenida de Pablo Iglesias

| Línea 15 Nuevo Roces - Hospital de Cabueñes | Línea 15 Nuevo Roces - Hospital de Cabueñes | Línea 15 Nuevo Roces - Hospital de Cabueñes     |
| Barrio                                      | Calle                                       | Características                                 |
| ------------------------------------------- | ------------------------------------------- | ----------------------------------------------- |
| Nuevo Roces                                 | Avenida de Roces                            | Comienzo de la línea                            |
| Nuevo Roces                                 | Benito Otero Martínez                       |                                                 |
| Nuevo Roces                                 | Carretera Carbonera                         |                                                 |
| Roces                                       | Salvador Allende                            |                                                 |
| Roces                                       | Avenida de Oviedo                           |                                                 |
| Pumarín                                     | Avenida de la Constitución                  |                                                 |
| El Centro                                   | Avenida de la Costa                         |                                                 |
| El Centro                                   | 17 de agosto                                |                                                 |
| El Centro                                   | Avenida de Pablo Iglesias                   | Carril bus                                      |
| El Coto                                     | Avenida de Pablo Iglesias                   | Carril bus                                      |
| General Suárez Valdés                       |                                             |                                                 |
| Pedro Hurlé                                 |                                             |                                                 |
| María Cristina                              |                                             |                                                 |
| Viesques                                    | Muros de Galicia                            |                                                 |
| Viesques                                    | Corín Tellado                               |                                                 |
| Viesques                                    | Avenida Albert Einstein                     |                                                 |
| Somió                                       | Avenida de la Pecuaria                      |                                                 |
| Cabueñes                                    | Travesía de la Laboral                      |                                                 |
| Cabueñes                                    | Los Prados                                  | Cabecera de la línea en el Hospital de Cabueñes |

## Flota
Opera varios modelos y son autobuses estándar o autobuses articulados.